# Ninotsminda
Ninotsminda (en georgiano: ნინოწმინდა; en armenio: Նինոծմինդա, romanizado: Ninocminda) es una ciudad de Georgia ubicada en el sur de la región de Mesjetia-Yavajetia, siendo la capital del municipio homónimo. La gran mayoría de la población local son armenios.

## Toponimia
La traducción del nombre oficial actual del asentamiento significa Santa Ninó y se le dio a la ciudad en honor a la iluminadora de los georgianos Ninó de Georgia, en 1991. 

## Geografía
Ninotsminda se encuentra en la meseta de Ajalkalaki, 65 kilómetros al sureste de Ajaltsije y unos 110 kilómetros de Tiflis. A unos 20 kilómetros al suroeste de Ninotsminda se encuentra el triángulo fronterizo de Georgia con Armenia y Turquía. 

### Clima
Debido a la ubicación a una altitud de casi 2000 m, el clima es duro. La temperatura media de enero es de -10,6 °C y la temperatura media de julio de sólo 13,1 °C. La media de precipitaciones anuales es de 733 mm.

## Historia
Durante la dominación otomana, la ciudad fue denominada Altunkale, que es "castillo dorado" en turco. 
Después de la conquista de la región por el Imperio ruso, los exiliados rusos dujobory la llamaron Bogdanovka (en ruso: Богдановка) cuando se establecieron ahí en la década de 1840. Después de la conquista de Kars en 1878, algunos dujoboris de Bogdanovka se mudaron al recién creado óblast de Kars. Veinte años más tarde, algunos de ellos (o sus descendientes) emigraron del óblast de Kar a Canadá, donde establecieron un pueblo de corta duración llamado Bogdanovka en el distrito de Langham de Saskatchewan. Otro grupo de emigrantes, procedente directamente de la Bogdanovka georgiana, estableció otra Bogdanovka cerca de Pelly, también en Saskatchewan.
En el período soviético, Bogdanovka se convirtió en el centro administrativo de un distrito del mismo nombre en 1930 y se le otorgó el estatus de asentamiento de tipo urbano en la década de 1960. En la Unión Soviética, la población de dujobory de la región se encontraba en condiciones comparativamente favorables, aislada de la atención de los funcionarios civiles como población de la región fronteriza étnicamente mixta. En 1983 se concedieron los derechos de ciudad.
Tras el desmembramiento de la URSS, el nombre oficial de la ciudad cambió a Ninotsminda.

## Demografía
La evolución demográfica de Ninotsminda entre 1939 y 2014 fue la siguiente:
| 964                                             | 1658 | 2824 | 3826 | 7285 | 6287 | 5144 |
| (Fuente: Population of Georgia in Soviet times) |      |      |      |      |      |      |

Su población era de 5.144 en 2014, con el 99,6% de la población son armenios.
|              | 1939      | 1939       | 2014      | 2014       |
| Grupo étnico | Población | Porcentaje | Población | Porcentaje |
| ------------ | --------- | ---------- | --------- | ---------- |
| Georgianos   | 15        | 1,6%       | 275       | 5,35%      |
| Rusos        | 549       | 57%        | 9         | 0,17%      |
| Ucranianos   | 549       | 57%        | 3         | 0,06%      |
| Armenios     | 355       | 36,8%      | 4853      | 94,34%     |
| Griegos      | 1         | 0,1%       | -         | -          |
| Judíos       | 1         | 0,1%       | -         | -          |
| Osetios      | 1         | 0,1%       | -         | -          |
| Kurdos       | 21        | 2,2%       | -         | -          |
| Total        | 964       | 100%       | 5144      | 100%       |

En la década de 1990, luego del colapso de la Unión Soviética y el aumento de la presión nacionalista (tanto armenia local como georgiana impuesta por el estado), una parte significativa de los colonos rusos restantes abandonaron sus hogares para establecerse en Rusia.

## Economía
En Ninotsminda hay pequeñas empresas de alimentos e industria ligera. El lugar está rodeado por una zona agrícola.

## Infraestructura

### Lugares de interés
El monasterio de Ninotsminda, con el nombre de la Anunciación de la Madre de Dios, funciona desde 2001. También hay una iglesia armenia construida en 1884, en honor a San Sargis, en la ciudad.

### Transporte
La ciudad se encuentra en la línea ferroviaria Kars-Tbilisi, que en el futuro será una sección de la línea ferroviaria Kars-Bakú.
La ruta europea E-691 atraviesa Ninozminda, que se bifurca de la E-80 en Horasan en Turquía, cruza la frontera con Georgia al sur de Vale y continúa hasta Armenia, donde llega a la E 117 a través de Guiumri cerca de Ashtarak, lo que la convierte en la conexión por carretera más corta entre Turquía y Turquía representa a Armenia, cuya frontera directa está cerrada. 

## Personas ilustres
- Gurgen Dalibaltayan (1926-2015): comandante militar armenio que fue jefe del Estado Mayor General de las Fuerzas Armadas armenias.

## Galería

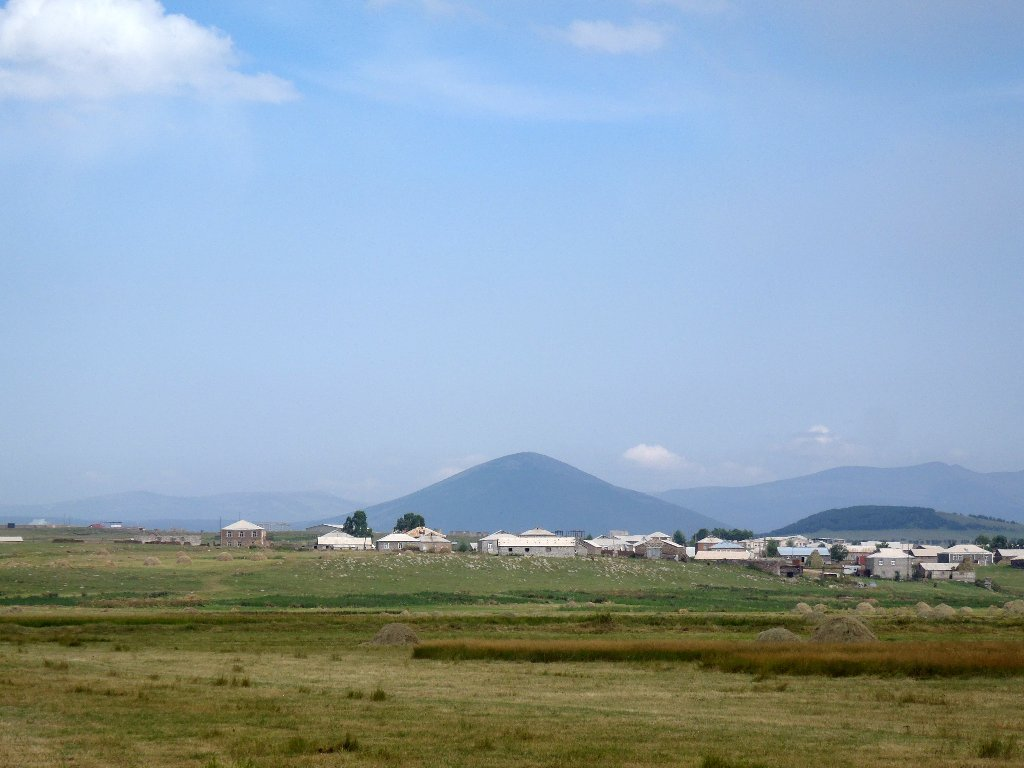
Alrededores de Ninotsminda
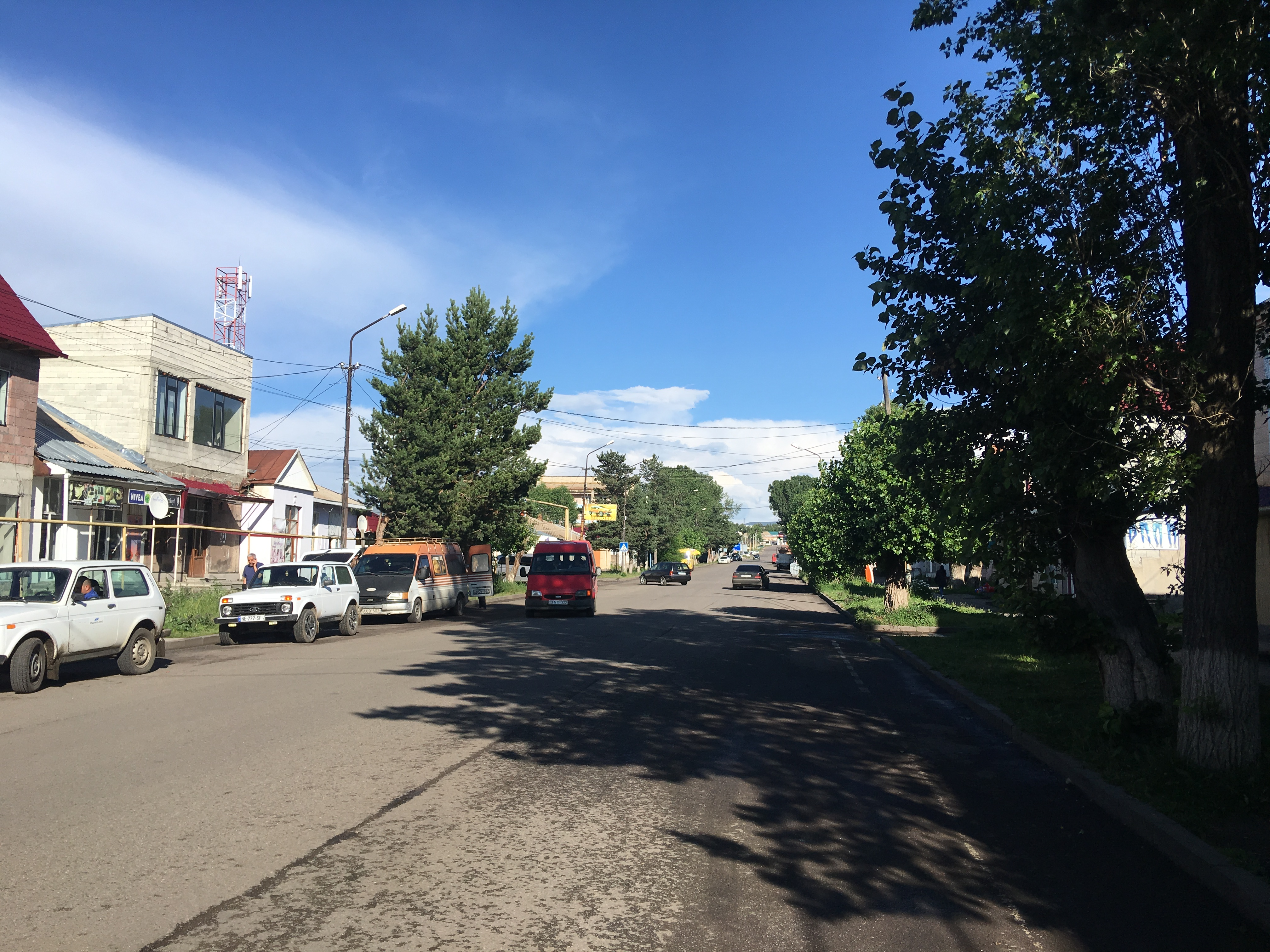
Calles de Ninotsminda
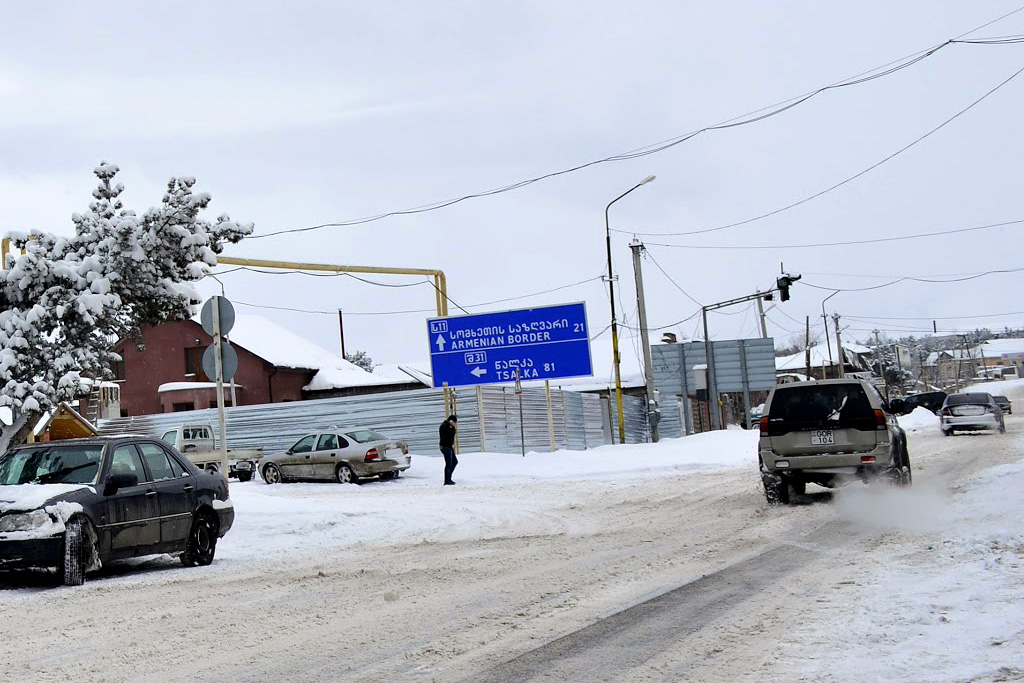
Autopista S11 a su paso por Ninotsminda
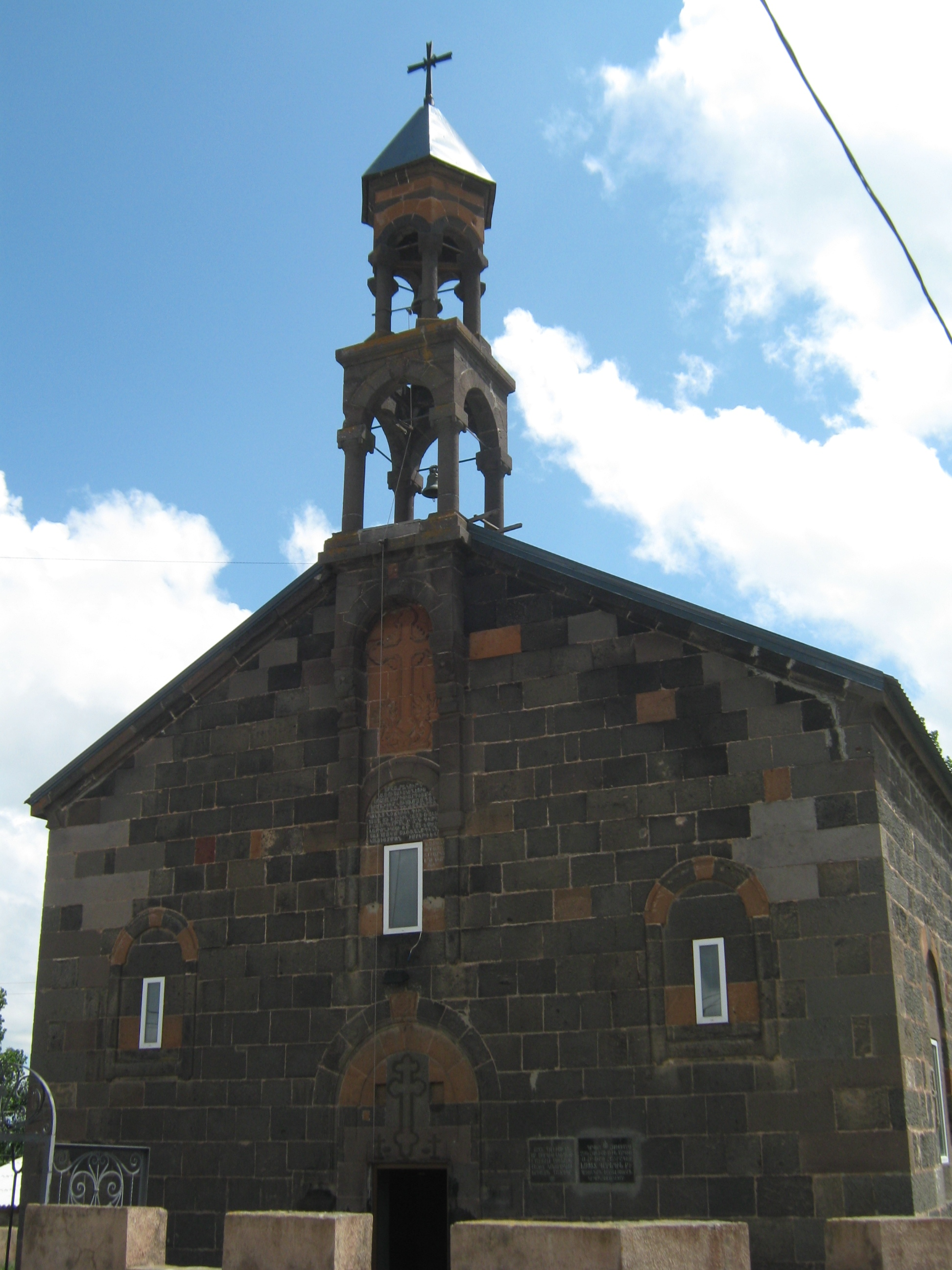
Iglesia de Ninotsminda